# Arnold Buss
Arnold Herbert Buss (Brooklyn, 7 agosto 1924 – West Orange, 26 giugno 2021) è stato uno psicologo statunitense.

## Biografia
Figlio di due immigrati ebrei russi, Harry Buss e Esther Agree, ebbe un fratello maggiore di nome Sydney Buss. Avido lettore e talentuoso a scuola, saltò due classi e si diplomò all'età di quindici anni, iscrivendosi successivamente alla Facoltà di medicina dell'Università di New York poiché il padre desiderava che il figlio diventasse medico; tuttavia, con l'ingresso degli Stati Uniti d'America nella seconda guerra mondiale, Buss fu arruolato come medico nell'esercito tra il 1943 e il 1946, lasciando così gli studi.
Dopo aver conosciuto la sua futura sposa Edith Nolte, Buss conseguì nel 1947 il baccellierato in psicologia all'Università di New York, passando subito dopo a Bloomington all'Università dell'Indiana; in questo periodo nacque il suo primogenito Arnold Herbert Buss, Jr. Nella Facoltà di psicologia, il cui decano era Burrhus Frederic Skinner e l'approccio generale era quello comportamentista, frequentò le lezioni di psicologia comparata di Winthrop Kellogg, di psicologia fisiologica di Roland Clark Davis, di filosofia della scienza di William Samuel Verplanck, di sessuologia di Alfred Kinsey, di fisiologia e di neuroanatomia e, contemporaneamente, fece il tirocinio nell'ospedale di Worcester, dove prevaleva l'orientamento psicanalitico e dove ebbe modo di assistere a una lezione di Donald Olding Hebb, giunto lì in qualità di professore invitato.
Tra il 1951 e il 1952 frequentò l'Università dell'Iowa, dove fu assistente universitario nella Facoltà di psicologia, il cui decano era Kenneth Spence; l'indirizzo filosofico dominante era il positivismo logico portato da Gustav Bergmann dal circolo di Vienna. Tuttavia, nel 1952, conseguì il dottorato in psicologia all'Università dell'Indiana, avendo come relatore William Kaye Estes.
Successivamente fu messo a capo di una squadra di psicologi all'ospedale di Indianapolis, dove si dedicò a creare una biblioteca e sviluppare un programma di intensa ricerca e tirocinio: tra i tirocinanti vi era anche Jerry Wiggins. Nel 1953 nacque suo figlio secondogenito David Buss, che diventerà anch'egli psicologo, e in seguito la terzogenita Laura Buss.
Nel 1957 accettò il ruolo di professore associato all'Università di Pittsburgh, trasferendosi nel 1965 a New Brunswick all'Università Rutgers come professore ordinario alla cattedra di istituzioni di psicologia, che insegnò con un approccio evolutivo. Nel 1969 venne chiamato dall'Università del Texas ad Austin alla cattedra di istituzioni di psicologia, affidandogli inoltre gli insegnamenti di psicologia evolutiva e di psicologia della personalità; in questo contesto, insieme a Lee Willerman e Robert Plomin, cominciò uno studio approfondito sulla genetica del comportamento applicata alla personalità.
Dopo la morte di sua moglie, nel 1990 conobbe in un appuntamento al buio la sua seconda coniuge Ruth Bennet, adottando le due figlie di lei, Ella e Betsy. Dopo il pensionamento, venne nominato nel 2008 professore emerito.

## Attività scientifica
Buss è particolarmente noto per essere stato un pioniere della psicologia della personalità, attraverso i suoi studi sull'aggressività, sul temperamento, sull'autocoscienza e sulla timidezza. Inoltre ha apportato contributi alla psicologia sociale, dimostrando il collegamento fra i tratti della personalità con i comportamenti sociali.

## Opere
- Arnold Buss, The Psychology of Aggression, New York, John Wiley & Sons, 1961.
- Arnold Buss, Psychopathology, New York, John Wiley & Sons, 1966.
- Arnold Buss, Theories of Schizophrenia, New York, John Wiley & Sons, 1969.
- Arnold Buss, Psychology – Man in Perspective, New York, John Wiley & Sons, 1973.
- Arnold Buss e Robert Plomin, A Temperament Theory of Personality Development, New York, John Wiley & Sons, 1975.
- Arnold Buss, Psychology – Behavior in Perspective, New York, John Wiley & Sons, 1978.
- Arnold Buss, Self-Consciousness and Social Anxiety, San Francisco, W. H. Freeman and Company, 1980.
- Arnold Buss e Robert Plomin, Temperament, Hillsdale, Lawrence Erlbaum Associates, 1984.
- Arnold Buss, Social Behavior and Personality, Hillsdale, Lawrence Erlbaum Associates, 1986.
- Arnold Buss, Personality: Evolutionary Heritage and Human Distinctiveness, Hillsdale, Lawrence Erlbaum Associates, 1988.
- Arnold Buss, Personality: Temperament, Social Behavior, and the Self, Needham, Allyn & Bacon, 1995.
- Arnold Buss, Psychological Dimensions of the Self, Thousand Oaks, SAGE Publishing, 2001.
- Arnold Buss, Pathways to Individuality, Washington, Società statunitense di psicologia, 2011.